# 安瀬聖
安瀬 聖（あんぜ ひじり）は、日本の女性作曲家、編曲家、ピアニスト。Peak A Soul+所属。

## 概要
2000年頃から作曲家としての活動を開始。主にランティスに所属する歌手への楽曲提供や、ゲーム・アニメの主題歌、BGMを数多く手掛けており、ポップスやアコースティックやテクノといったジャンルを中心に様々な楽曲を制作している。最近はローマ字表記でクレジットに表記されることが多い。

## 提供

### 歌手

#### 編曲
- 緒方恵美
  - Agape
  - 月光
- 橋本みゆき
  - あなたへ
- JAM Project
  - 冒険王 〜Across the Legendary kingdom〜
  - Elements
  - 火の鳥
  - Vanguard
  - Believe in my existence
- 藍井エイル
  - last forever
- 北沢綾香
  - 君への勇気

#### 作曲・編曲
- yozuca*
  - Ageha
- 茶太
  - しるし
  - 嗚咽
- 吉岡亜衣加
  - 誕生日のうた
- 北沢綾香
  - 風ひととせ
- 南條愛乃
  - ヒカリノ海
  - ヒトビトヒトル
- 彩音
  - A-nswer

### アニメ

#### 作曲
- ななか6/17
  - 気づいて

#### 編曲
- 鍵姫物語 永久アリス輪舞曲
  - 愛と幻想の住み処
  - 純愛記号
  - まだ恋とは言わないで
- 恋する天使アンジェリーク 〜心のめざめる時〜
  - 愛しさのほとりで
- 舞-乙HiME Zwei
  - 笑顔の色は虹の色
- D.C.S.S. 〜ダ・カーポ セカンドシーズン〜
  - しやわせサンデーカップ
- セイント・ビースト 〜光陰叙事詩天使譚〜
  - 翼あるもの
- 舞-乙HiME
  - 星が奏でるものがたり
- 舞-HiME
  - らせん庭園
- CANAAN
  - LIFE
- キディ・ガーランド
  - 太陽と月
  - うたを歌おう♪
- やはり俺の青春ラブコメはまちがっている。
  - Hello Alone -Yui Ballade-
- やはり俺の青春ラブコメはまちがっている。続
  - エブリデイワールド -Ballade Arrange-Yukino Solo Ver.
  - エブリデイワールド -Ballade Arrange-Yui Solo Ver.
- やはり俺の青春ラブコメはまちがっている。完
  - ダイヤモンドの純度 〜Yui Ballade〜
  - ダイヤモンドの純度 〜Yukino Ballade〜

#### 作曲・編曲
- セイント・ビースト 〜幾千の昼と夜編〜
  - 背徳の肖像
  - 劇伴全曲
- 女子高生 GIRL'S-HIGH
  - サプリメント
  - 春風
- うたわれるもの
  - 劇伴数曲
- セイント・ビースト〜光陰叙事詩天使譚〜
  - 劇伴全曲
- true tears
  - 劇伴1曲
- 薄桜鬼
  - 君ノ記憶
- 薄桜鬼 碧血録
  - 茜空に願ふ
- 世界一初恋
  - 劇伴全曲
- 世界一初恋2
  - 劇伴全曲
- Hybrid Child
  - 劇伴全曲
- NORN9 ノルン+ノネット
  - ゼロトケイ

### ゲーム

#### 作曲
- ラムネ
  - ラムネ

#### 編曲
- D.C. 〜ダ・カーポ〜
  - Windy world
- SHUFFLE!
  - everything
  - Dynamite Days
- マビノ×スタイル
  - 風のブランコ
- ほしフル 〜星藤学園天文同好会〜
  - Star☆drops
  - 星に願いを 〜When you wish upon Star☆drops〜
- S.S.D.S. 〜刹那の英雄〜
  - Dream
- 水夏 〜SUIKA〜
  - 夏の終わりに…
- すくみず 〜フェチ☆になるもんっ!〜
  - 7ミリの恋心
- D.C.P.S. 〜ダ・カーポ〜 プラスシチュエーション
  - 微笑みの花
- 春色桜瀬
  - 恋桜
- なないろ航路
  - 手紙
- 薄桜鬼 随想録 DS
  - はじまりの詩
- アンチェインブレイズ エクシヴ
  - ココロノカケラ

#### 作曲・編曲
- バイオハザード CODE:Veronica
  - BGM数曲
- SAKURA 〜雪月華〜
  - BGM全曲
- てんたま2wins
  - 愛の羽
- 秋色恋華
  - 秋色
  - BGM数曲
- マビノ×スタイル
  - アザミ
- らぶドル 〜Lovely Idol〜
  - 笑顔へのプロローグ
  - 2人がいいよ
  - メイドMade
- アイコン 〜Icon〜
  - Ever Spiral
  - My Wish
- まじかる☆ている ちっちゃな魔法使い
  - Magic Story
- 水月 〜迷心〜
  - CRESCENT MOON
- レコンキスタ
  - 声が聴こえる 〜Calling you〜
- 黎明のラヴェンデュラ
  - Precious Angeric…
- ショコラ 〜maid cafe "curio"〜
  - 満月へと寄りそった星
- さくらむすび
  - BGM全曲
- マブラヴ オルタネイティヴ
  - BGM数曲
- ワンコとリリー
  - Especially for you
  - 散歩日和
  - BGM全曲
- Strawberry Panic!
  - BGM数曲
- アメサラサ 〜雨と、不思議な君に、恋をする〜
  - BGM全曲
- つくとり
  - ひとひら
  - ありがとう
- おにいちゃん だぁいすき! 〜LOVE? or LIKE?〜
  - 向日葵
  - BGM数曲
- purely 〜その狭い青空を見上げて〜
  - Aozora
  - happiness
  - BGM全曲
- Garden
  - アイの庭
  - 夢遥か
  - BGM全曲
- 夏ノ雨
  - Platonic syndrome
  - Love letter
  - BGM全曲
- 夏空のモノローグ
  - ナツソラ
  - 夏色のモノローグ
  - BGM数曲
- With Ribbon
  - Dear
  - たからもの
  - BGM全曲
- CAFE SOURIRE
  - こころの種
  - CAFE
  - BGM全曲
- 未来ノスタルジア
  - 未来ノスタルジア
- your diary
  - クローバー
  - カラフルDiary
  - BGM全曲
- 神なる君と
  - キミのそばで
  - カケラ
  - キミがくれたモノ
  - BGM数曲
- AMNESIA LATER
  - 始まりの記憶
  - 愛がきこえる
- イモウトノカタチ
  - いろんなカタチ
  - ツナグミライ
  - BGM全曲
- 白華の檻 ～緋色の欠片4～
  - BGM数曲
- エミル・クロニクル・オンライン
  - 生命の樹
  - またいつか君と
  - 生命の樹 Acoustic ver
- Code:Realize 〜創世の姫君〜
  - BGM数曲
- ISLAND
  - BGM全曲
- Code:Realize ～祝福の未来～
  - Brightness ～eternal pure white～
  - my dearest
  - 希望の彼方
  - BGM数曲
- Code:Realize ～白銀の奇跡～
  - Heartstrings
  - BGM全曲
- タワーオブスカイ
  - BGM数曲
- グリザイア クロノスリベリオン
  - BGM数曲
- リルヤとナツカの純白な嘘
  - BGM全曲

#### 作詞・作曲・編曲
- らぶドル 〜Lovely Idol〜
  - 君を想うコト

### 特撮
- ウルトラマンZ
  - 劇伴全曲[2]